# محمد عبد المجيد قباطي
مُحَمَّد عبد المجيد قُباطي ( 1958م - ) ، سياسي يمني يشغل منصب وزير السياحة. عُين وزيراً للإعلام بتاريخ الأول من ديسمبر 2015م في حكومة بحاح في العاصمة المؤقتة عدن بقرار من الرئيس هادي بعد عودته من المنفى، ويعتبر الدكتور قباطي من أول المتصدين لانقلاب الحوثيين وصالح على الشرعية ومن أشرس معارضيهم وكان في كل مقابلاته الإعلامية ينتصر للشرعية ويدين انقلاب الحوثيين ويدعو لردعهم بكافة الطرق والوسائل وخصوصاً استعمال القوة لأنهم حسب رأيه ليسو أهلاً للثقة والحوار.
وترك قباطي منصبه كرئيس للجنة الشؤون الخارجية في حزب المؤتمر الشعبي العام في 23 مايو 2010، وكان قد شغل مناصب سياسية سابقة مثل سفير اليمن في لبنان و قبرص بين عامي 2003 و2007م.

## التعليم
- الابتدائي والثانوي: بمدينة عدن.
- الجامعة: تلقى دراسته الجامعية في كلية الملك، جامعة لندن، 1975م - 1980م بريطانيا.
- الدراسات العليا: حاصل على شهادة (MRCS) من لندن عام 1986م.
- زميل كلية الجراحين الملكية، (FRCS)، المملكة المتحدة، 1989م.
- دكتوراه، جامعة لندن، 1989م.

## مناصب
- 2015م وزيراً للإعلام في حكومة خالد بحاح.
- 2013م عضو مؤتمر الحوار الوطني.
- 2011م عضو المجلس الوطني.
- 2009م عضو مؤسس التجمع المدني الجنوبي الديمقراطي.
- 2003م السفير فوق العادة والمفوض من اليمن إلى لبنان وقبرص.
- 2001م رئيس اللجنة السياسية العليا وعضو اللجنة الإعلامية العليا لحكم حزب المؤتمر الشعبي العام، اليمن.
- 1996م عضو الأمانة العامة ورئيس اللجنة السياسية والعلاقات الخارجية لحزب المؤتمر الشعبي العام.
- 1992م عضو مؤسس وأمين الشؤون الخارجية، وجمعية الصداقة اليمنية البريطانية.
- 1991م أستاذ، جامعة صنعاء.
- 1990م مستشار لجنة الخدمات في مجلس النواب اليمني برتبة نائب وزير.
- 1986م محاضر، جامعة لندن.
- 1983م مستشار لمجلس الوزراء برتبة نائب وزير.